# Кикути, Акира
Акира Кикути (яп. 菊地 昭 Кикути Акира, ромадзи Kikuchi Akira; род. 23 июля 1978 года) — японский профессиональный боец смешанного стиля. Является ветераном турниров под эгидой Shooto, а также бывшим чемпионом Shooto в среднем весе.

## Титулы и достижения
- Shooto
  - Седьмой чемпион Shooto в среднем[п 1] весе (2004—2006)
  - Претендент на титул чемпиона Shooto в среднем весе (2007)